# アラン・ガルシア (競馬)
アラン・ガルシア（Alan Garcia、1985年10月2日 - ）は、ペルーのリマ出身の騎手。

## 来歴
祖父・父ともペルーの騎手という家系に生まれる。幼少期はサッカー選手になることを夢見ていたが、自身の体格の小ささもあり、やがて騎手を志すようになる。2002年-2003年シーズンにペルーで騎手としてデビューし、見習騎手リーディングを獲得。2003年夏には友人であるアルフレド・クレメンテ騎手の勧めでアメリカ合衆国に渡り、ニュージャージー州のメドウランズ競馬場で騎乗を始めた。
2007年9月29日、ラフドゥード（Lahudood）でフラワーボウルインビテーショナルステークスを勝ち、G1初制覇。10月27日にはラフドゥードでブリーダーズカップ・フィリー&メアターフも制し、ブリーダーズカップ初騎乗にして勝利を掴んだ。
2008年6月7日、ベルモントステークスで最低人気のダタラ（Da' Tara）に騎乗。アメリカクラシック三冠の懸かったビッグブラウン（Big Brown）が失速する中で逃げ切り勝ちを収め、同三冠競走初制覇を果たした。
同年12月、日本の第22回ワールドスーパージョッキーズシリーズはアメリカ代表として当初、エドガー・プラード（ペルー出身）ともう1騎手が出場予定だったが、その騎手が出場不可となり、プラードの推薦も受けたガルシアが初出場・初来日することとなる。12月6日、阪神競馬第8競走をグッドフロマージュで勝ち日本での初勝利を挙げると、シリーズの対象競走で第12競走のゴールデンスパートロフィーもクリーンで勝利した。この際、クリーンの馬体重は602kgで当時のJRA史上最高体重優勝記録となり、「米国でもこんな大きな馬には乗ったことがない」とコメントした。シリーズでの総合成績は11位だった。
2010年3月20日、ガルフストリームパーク競馬場の第2競走をセントエリギウス（Saint Eligius）で勝ち、通算1000勝を達成。
2015年からはカナダのウッドバイン競馬場に拠点を置く。この年は同地で93勝をあげ、リーディング4位という好成績を収めたが、年々成績は低下。2020年には同地を去り、アメリカ・フロリダ州の自宅へ戻った。

## 主なG1勝ち鞍
レーシング・ポスト電子版のデータベースに基づく。
- アメリカ合衆国
  - アーリントンミリオンステークス（2013年Real Solution）
  - キングスビショップステークス（2008年Visionaire、2012年Willy Beamin）
  - コーチングクラブアメリカンオークス（2009年Funny Moon）
  - ジョーハーシュ・ターフクラシック招待（2008年Grand Couturier）
  - スピンスターステークス（2010年Acoma）
  - ソードダンサーインビテーショナルステークス（2008年Grand Couturier）
  - ドンハンデキャップ（2009年Albertus Maximus）
  - フォアゴーステークス（2012年Emcee）
  - フラワーボウルインビテーショナルステークス（2007年Lahudood、2008年Dynaforce）
  - ブリーダーズカップ・フィリー&メアターフ（2007年Lahudood）
  - ブルーグラスステークス（2010年Stately Victor）
  - ベルモントステークス（2008年Da' Tara）
  - ホープフルステークス（2008年Vineyard Haven）
  - メトロポリタンハンデキャップ（2008年Divine Park、2009年Bribon）
  - ラフィアンインビテーショナルハンデキャップ（2009年Swift Temper）

## 年度別成績表

### 北米
| 年     | 騎乗数 | 勝利   | 勝利 | 勝率 | 獲得賞金   | 獲得賞金 |
| 年     | 騎乗数 | 勝数   | 順位 | 勝率 | 金額       | 順位     |
| ------ | ------ | ------ | ---- | ---- | ---------- | -------- |
| 2003年 | 209    | 27勝   | -    | 13%  | 55万1279   | -        |
| 2004年 | 651    | 66勝   | -    | 10%  | 219万8478  | -        |
| 2005年 | 823    | 79勝   | -    | 10%  | 291万9343  | 93位     |
| 2006年 | 1108   | 155勝  | 60位 | 14%  | 527万703   | 42位     |
| 2007年 | 1439   | 235勝  | 16位 | 16%  | 1180万6322 | 13位     |
| 2008年 | 1282   | 232勝  | 15位 | 18%  | 1448万7938 | 7位      |
| 2009年 | 1049   | 183勝  | 43位 | 17%  | 1128万481  | 10位     |
| 2010年 | 836    | 148勝  | 63位 | 18%  | 864万4773  | 16位     |
| 2011年 | 692    | 104勝  | -    | 15%  | 591万3470  | 31位     |
| 2012年 | 588    | 96勝   | -    | 16%  | 692万3393  | 27位     |
| 2013年 | 544    | 81勝   | -    | 15%  | 506万3655  | 37位     |
| 2014年 | 324    | 42勝   | -    | 13%  | 311万2702  | 87位     |
| 2015年 | 496    | 94勝   | -    | 19%  | 457万5109  | 50位     |
| 2016年 | 479    | 74勝   | -    | 15%  | 315万9375  | 83位     |
| 2017年 | 395    | 48勝   | -    | 12%  | 174万4006  | -        |
| 2018年 | 321    | 34勝   | -    | 11%  | 155万9287  | -        |
| 2019年 | 250    | 27勝   | -    | 11%  | 120万3015  | -        |
| 2020年 | 81     | 9勝    | -    | 11%  | 20万7592   | -        |
| 通算   | 11567  | 1734勝 | -    | 15%  | 9062万921  | -        |

EQUIBASEのデータベースに基づく。獲得賞金の単位はアメリカ合衆国ドル。